# Nuits de terreur
Ne doit pas être confondu avec Nuit de terreur ou Nuit de la Terreur.
Pour plus de détails, voir Fiche technique et Distribution.
Nuits de terreur ou Darkness Falls : La ville des ténèbres au Québec (Darkness Falls) est un film d'horreur américano-australien réalisé par Jonathan Liebesman, sorti en 2003.

## Synopsis
Dans la ville de Darkness Falls, une légende prétend que Matilda Dixon, une vieille femme brûlée vive puis exécutée un siècle auparavant, se venge sur tous les enfants qui perdent leurs dernières dents de lait. Michael, un petit garçon de 9 ans, fait d'horribles cauchemars à propos de Matilda Dixon. Sa sœur aînée Caitlin appelle son ancien petit ami Kyle pour l'aider, car il est le seul à avoir vu Matilda Dixon et à lui avoir survécu.

## Fiche technique
- Titre original : Darkness Falls
- Titre français : Nuits de terreur
- Titre québécois : Darkness falls: La ville des ténèbres
- Réalisation : Jonathan Liebesman
- Scénario : Joe Harris (en), James Vanderbilt, John Fasano
- Photographie : Dan Laustsen
- Musique : Brian Tyler
- Production : John Fasano
- Société de production : Revolution Studios
- Société de distribution : Columbia Pictures
- Budget: 11 000 000 $
- Genre : Horreur
- Pays :  États-Unis,  Australie
- Durée : 86 minutes
- Dates de sortie : 
  - États-Unis : 24 janvier 2003
  - France : 11 juin 2003

## Distribution
- Chaney Kley : Kyle Walsh
- Emma Caulfield (VF : Marine Boiron ; VQ : Catherine Bonneau) : Caitlin Greene
- Lee Cormie (VQ : Laurent-Christophe De Ruelle) : Michael Greene
- Grant Piro (VF : Stéphane Ronchewski ; VQ : Hugolin Chevrette) : Larry Fleishman
- Sullivan Stapleton (VQ : Tristan Harvey) : Officier Matt Henry
- Steve Mouzakis : Docteur Murphy
- Peter Curtin (VQ : Hubert Gagnon) : Docteur Travis
- Kestie Morassi (VQ : Marika Lhoumeau) : Infirmière Lauren
- Jenny Lovell : Infirmière Alex
- John Stanton (VF : Pierre Dourlens ; VQ : Éric Gaudry) : Capitaine Thomas Henry
- Angus Sampson : Ray
- Charlotte Rees : La femme de Ray
- Joshua Anderson (VQ : Émile Mailhiot) : Kyle jeune
- Emily Browning (VQ : Stéfanie Dolan) : Caitlin jeune
- Rebecca McCauley (VQ: Hélène Mondoux) : La mère de Kyle
- Daniel Daperis : Larry jeune
- Andrew Bayly : Officier Batten

Source et légende : Version québécoise (VQ) sur Doublage QC